# Jang Bahadur Rana
Jang Bahadur Rana, Jang Bahadur (ur. 18 czerwca 1816 w Katmandu, zm. 25 lutego 1877 tamże lub w Patharghatta) – nepalski polityk, szef rządu w latach 1846–1856 i 1857–1877, założyciel dynastii Rana.